# Acacia rigens
Acacia rigens — вид квіткових рослин з родини бобових. Ареал: Австралія (Новий Південний Уельс, Північна територія, Квінсленд, Південна Австралія, Вікторія, Західна Австралія).

## Середовище
Росте в Маллі та рідколіссях на червоних землях, а іноді й на піщаних і сланцевих ґрунтах в Новому Південному Уельсі.

## Біоморфологічна характеристика
Це невелике дерево 1–4 метри заввишки. Цей вид виробляє жовті квітки з липня по грудень у Західній Австралії та з липня по жовтень у Новому Південному Уельсі.

## Культивування
Вид швидкорослий, морозостійкий і посухостійкий, рідко потребує поливу після встановлення. Він адаптується до більшості ґрунтів і найкраще підходить для розміщення на сонці або в легкій тіні.